# Свистун чакський
Свистун чакський (Leptodactylus chaquensis) — вид земноводних з роду Свистун родини Свистуни.

## Опис
Загальна довжина досягає 15—17 см. Спостерігається статевий диморфізм: самець більший за самицю. Голова товста, морда коротка. Очі великі. Тулуб масивний, кремезний. Шкіра з боків та трохи на спині має невеличкі горбики. Кінцівки потужні з довгими пальцями. забарвлення коричневе з різними відтінками. По хребту проходить жовтувата смуга. Черево зазвичай бежевого кольору.

## Спосіб життя
Полюбляє напівпустелі, водночас трапляється у саванні, луках, серед чагарників, біля боліт, невеличких озер та ставків. Зустрічається на висоті до 1000 м над рівнем моря. Активний переважно у присмерку. Живиться безхребетними, іншими жабами, дрібними плазунами.
Відрізняється відносно безперервним циклом утворення статевих продуктів, що зумовлено середовищем проживання. Парування відбувається напередодні сезону дощів. Самиця відкладає до 1000 яєць в ямку, що самець вириває у землі. З приходом дощів пуголовки опиняються у воді, де вони проводять деякий час.

## Розповсюдження
Мешкає в області Гран-Чако, а також трапляється в Уругваї.